# 256 Walpurga
A 256 Walpurga a Naprendszer kisbolygóövében található aszteroida. Johann Palisa fedezte fel 1886. április 3-án.